# 보행 훈련
보행 훈련(Gait training) 또는 보행 재활(Gait rehabilitation)은 걷는 자세와 방법의 훈련을 통해 장애를 극복하거나 치료, 예방하는 행동이다. 정상적인 보행 과정은 뇌, 척수, 근육 등이 원활하게 작동하여 이루어진다. 따라서, 이들에 영향이 가는 질병 혹은 부상은 보행에 지장을 줄 수 있다.
보조 장치로는 지팡이, 목발, 보행기 등이 주로 사용된다.

## 체중 부하 상태
환자에게 제시되는 보행 유형은 체중 부하 상태 또는 다리, 협응력 및 힘으로 체중을 얼마나 지탱할 수 있는가에 따라 다르다.
체중의 부하 정도를 4가지로 나눈다.
- NWB(Non-Weight Bearing)
- TDWB(Touch-Down Weight Bearing) 혹은 TTWB(Toe Touch Weight Bearing)
- PWB(Partial Weight Bearing)
- WBAT(Weight Bearing as Tolerated)

NWB는 부상당한 다리에 어떤 무게도 지탱하지 않는 것, TTWB의 경우 다리에 가해지는 무게의 양은 체중의 약 20%, PWB는 부상당한 다리에 지탱할 수 있는 체중의 부분은 25%~50%, WBAT는 통증 수준이 견디기 어려워지지 않는 한, 환자가 통증이 허용하는만큼의 무게를 지탱할 수 있다. 백분율로 나눠지는 체중 부하의 정도는 개인의 체중에 따라 변경되며, 10kg와 같이 다양한 방식으로 정의될 수 있다.